# Sự biến Tào Thạch
Sự biến Tào Thạch (chữ Hán: 曹石之變, Tào Thạch chi biến) là một sự kiện diễn ra dưới triều vua Minh Anh Tông. Do công phò lập giúp giành lại ngôi vua từ tay người em là Minh Đại Tông, hai trọng thần Thạch Hanh, Tào Cát Tường được Minh Anh Tông tín nhiệm thiện đãi, quyền nghiêng trong ngoài. Tuy nhiên, sau đó, hai trọng thần này lại liên thủ với nhau, lấn át quyền vua, dẫn đến việc Thạch Hanh bị bãi quan, sau đó chết trong ngục. Tào Cát Tường âm mưu binh biến để lật đổ chính Minh Anh Tông nhưng thất bại, bị xử tội phanh thây giữa chợ.

## Minh Anh Tông phục vị

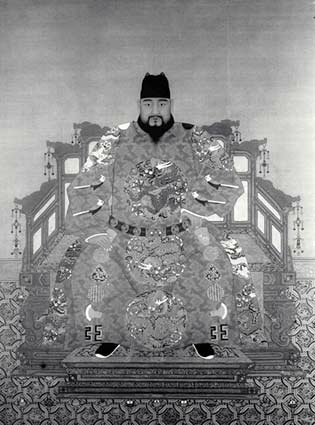
Minh Anh Tông Chu Kỳ Trấn, hoàng đế thứ sáu của nhà Minh.

Trong Sự biến Thổ Mộc bảo năm 1449, Minh Anh Tông bị quân Ngoã Lạt bắt được, đưa sâu vào đất Mông Cổ. Triều đình tôn Thành vương Chu Kỳ Ngọc làm vua, lấy niên hiệu là Cảnh Thái, tôn Minh Anh Tông làm Thái thượng hoàng. Năm 1450, Anh Tông được thả về kinh, nhưng bị Cảnh Thái đế giam lỏng trong Nam cung trong suốt 7 năm.
Ngày 16 tháng Giêng (âm lịch) năm Cảnh Thái thứ 8 (1457), hoạn quan Tào Cát Tường cùng Vũ Thành hầu Thạch Hanh, Phó đô ngự sử Từ Hữu Trinh câu kết với nhau, nhân lúc vua Cảnh Thái bệnh nặng không bước ra được khỏi giường, tiến quân đến Nam cung, nghênh đón Thượng hoàng phục vị. Cảnh Thái đế bị giáng xuống làm Thành vương rồi bị giết chết.. Sử gọi đó là Sự biến Đoạt môn.
Sau khi phục tịch, Minh Anh Tông luận công ban thưởng cho những người tham gia binh biến. Từ Hữu Trinh được phong làm Vũ Công bá, Thượng thư bộ Binh., kiêm Đại học sĩ điện Hoa Cái, Tổng quản Văn Uyên các; Thạch Hanh làm Tổng lĩnh các quân, tiến tước Trung quốc công, là người nắm quyền lực tối thượng trong hàng võ tướng; Tào Cát Tường làm Tư lễ thái giám, Tổng đốc ba doanh, đứng đầu hàng nội quan..

## Tào Thạch lộng hành
Thạch Hanh do có công cao, cháu y là Thạch Bưu được phong làm Định Viễn hầu, con em trong nhà được hậu thưởng tới hơn 50 người, thân bằng cố cựu được thăng quan phát tài hơn 4.000 người. Chú cháu Thạch Hanh dung túng cho các quan viên, mãnh sĩ hơn 10.000 người, hơn nửa triều đều là môn hạ, mỗi khi ra ngoài không ai dám nhìn thẳng vào mặt. Thái giám Tào Cát Tường thì vốn là môn hạ cũ của Vương Chấn. Con nuôi Tào Cát Tường là Tào Khâm, cháu là Tào Huyễn, Tào Đạc... được dùng làm Đô đốc, chấp chưởng quyền chính, Tào Khâm còn được phong là Chiêu Vũ bá. Tào Cát Tường thu nạp môn hạ là đại quan trong triều đến nghìn người. Các quan ai cũng phải ra sức lấy lòng Hanh với Cát Tường, vì thế hai kẻ ngang nhau quyền nghiêng trong ngoài, gọi là Tào, Thạch..
Từ Hữu Trinh, Thạch Hanh, Tào Cát Tường từ thế đồng minh, vì tranh giành quyền lực mà trở mặt lẫn nhau. Từ Hữu Trinh xuất thân là người có học, thông qua khoa cử mà được bổ dụng làm quan, khinh Thạch là kẻ võ dũng, Tào là đồ yêm nhân (hoạn quan), không để vào trong mắt. Ngự sử Dương Tuyên đàn hặc Tào, Thạch thị sủng chuyên quyền, xâm chiếm ruộng của người dân. Anh Tông đem việc này hỏi ý kiến của Từ Hữu Trinh và Lý Hiền. Nghe theo lời hai người này, Anh Tông tưởng thưởng đối với Dương Tuyên, tuy nhiên vì công lao của hai người Tào, Thạch nên chưa muốn truy cứu đến cùng. Tào, Thạch biết được chuyện này, sinh oán với Hữu Trinh, bèn ngày đêm tính kế dìm Hữu Trinh vào chỗ chết.. Do Anh Tông thì thường bàn với Hữu Trinh những điều cơ mật,, Tào Cát Tường bèn bí mật sai tiểu thái giám rình xem hai người nói gì, rồi giả cách vô ý nhắc lại những lời đó trước mặt Anh Tông. Khi Anh Tông hỏi sao biết những việc đó, thì bảo là do Hữu Trinh nói ra. Từ đó Anh Tông dần xa lánh Hữu Trinh.
Bọn ngự sử Trương Bằng căm ghét Thạch Hanh, thường hay bí mật tố cáo với Anh Tông những việc làm xấu xa của y. Cấp sự trung Vương Huyễn đem việc này nói cho Tào, Thạch biết. Hai người đến trước mặt Anh Tông khóc không chịu đứng dậy mà nói: Bọn thần vạn tử nhất sanh, nghênh đón hoàng thượng phục ngôi. Nay Nội các chuyên quyền, nhất tâm muốn trừ đi bọn thần. Anh Tông nghe thấy động lòng, bèn lấy tội danh "Tham lam uy quyền, bài xích huân cựu" mà nhốt Từ Hữu Trinh vô ngục, rồi bãi quan đày ra Lĩnh Nam. Từ đó Thạch, Tào quyền nghiêng triều dã, không còn ai ngăn cản.

## Thạch Hanh bãi quan
Thạch Hanh thao túng quyền trong tay, lo sợ quan văn lĩnh Đề đốc quân vụ sẽ cản trở đường thăng tiến của quan võ, tấu lên Anh Tông xin bãi miễn tuần phủ và đề đốc quân vụ ở các tỉnh biên giới. Từ sau khi đó, quân quyền của Hanh lại càng lớn mạnh. Hanh ngang nhiên can dự quyền triều chính, mỗi lần vào cung gặp vua, mà vua không có ý triệu kiến thì đều cố tranh mà vào. Mỗi lần có tấu chương dâng lên, Anh Tông phải nhìn theo sắc mặt của Hanh mà chuẩn hay bác, do đó hai bên dần sinh hiềm khích. Anh Tông không thể nhẫn nhịn được nữa, nói với Thượng thư Lý Hiền. Hiền đáp chỉ riêng việc đó đã có thể trị tội được rồi. Sau đó vua bảo rằng: Các thần có sự muốn báo, còn phải được hoàng đế tuyên triệu thì mới được vô cung. Hắn ta lại là quan võ, hà cớ gì mà được tự nhiên ra vào. Rồi lệnh cho cửa Tả Thuận từ rày về sau không có lệnh triệu của hoàng đế thì không cho Thạch Hanh vào gặp nữa.
Anh Tông cho Công bộ xây phủ đệ cho Thạch Hanh. Sau khi phủ đệ hoàn thành rất là xa hoa tráng lệ. Anh Tông lên lầu Tường Phượng nhìn qua, rồi hỏi các quan rằng phủ đó của ai. Cung Thuận hầu Ngô Cẩn cố tình nói rằng:
Tất là phủ vương gia.
Rồi Cẩn nói thêm:
Không phải là vương phủ, thì kẻ nào dám tiếm lễ nghi như vậy.
Anh Tông từ đó càng bất mãn với Hanh.
Mùa thu năm Thiên Thuận thứ ba (1459), Thạch Bưu muốn được cử đến trấn Đại Đồng, sai thủ hạ là Thiên hộ Dương Bưu hơn 50 người tấu xin. Anh Tông biết việc Bưu từng bí mật luyện tập quân sĩ ở Đại Đồng, liền bắt bọn Dương Bân tra khảo. Họ khai ra những điều trái phép mà Bưu từng làm. Anh Tông đại nộ, bắt giam Thạch Bưu tống vào ngục thất Thạch Hanh biết tin, đích thân đến khóc tạ tội, xin giáng chức của con em mình trong triều xuống hết, Anh Tông không theo. Các quan trong triều thấy Thạch Bưu bị bắt, biết Anh Tông có ý trừ họ Thạch, nên đồng loạt dâng sớ kể tội Thạch Hanh, trong đó có cả những người từng cùng phe với họ Thạch. Anh Tông bèn hạ lệnh bãi quan Thạch Hanh.
Tháng Giêng (âm lịch) năm Thiên Thuận thứ 4 (1460), Chỉ huy Cẩm y vệ Lục Cảo tấu lên rằng Thạch Hanh nuôi ý bất mãn, lại cùng cháu là Thạch Hậu lan truyền những lời lẽ không hay trong dân chúng và lén nuôi dưỡng những đứa vô lại. Các đại thần lại dâng sớ kể tội lũ lượt. Thạch Hanh bị bắt hạ ngục vì tội mưu phản, gia sản bị niêm phong. Một tháng sau Thạch Hanh chết ở trong ngục; không lâu sau Thạch Bưu, Thạch Hậu bị xử chặt đầu phơi thây.. Sau khi Thạch Hanh chết, Anh Tông lại nhớ tới Vu Khiêm, hối vì giết lầm ông ta, vì thế đem những quan lại hãm hại Vu Khiêm đều miễn chức và bắt tội.

## Âm mưu binh biến của Tào Khâm
Tào Cát Tường thường ngày qua lại với Thạch Hanh, làm những điều gian ác, Anh Tông bắt đầu có ý hoài nghi. Lý Hiền lại bảo rằng Sự biến Đoạt môn năm trước người được lợi không phải là Anh Tông, mà là bè đảng gian thần, điều này khiến Anh Tông lại xa lánh Cát Tường. Cát Tường cũng thấy bất an, bèn cùng cháu là Tào Khâm dùng kim tiền để mua chuộc lòng kẻ dưới. Tào Khâm có lần còn hỏi gia khách là Phùng Ích rằng:
Xưa nay có khi nào con em hoạn quan được làm thiên tử không?.
Ích đáp
Chính là trong họ ta, Ngụy Vũ đế Tào Tháo.
Tào Khâm nghe thấy thế thì cả mừng..
Năm 1461, Tào Khâm bị Anh Tông tìm cớ khiển trách. Ngay sau đó, ngày 6 tháng Tám (âl), vua ban chiếu xuống thủ dụ các võ quan phải nên trung thành với hoàng đế. Tào Khâm cho rằng đây là một mối đe dọa đối với mình.
Ngày 20 tháng Bảy (âm lịch) năm 1461, sau một loạt các cuộc tấn công của quân Mông Cổ vào khu vực phía bắc sông Hoàng Hà, nhà vua sai Thượng thư bộ Binh Mã Ngang và đại tướng Tôn Thang đem 15.000 quân trấn giữ Cam châu và Lương châu.. Nhân cơ hội này, Tào Khâm lập mưu giết Mã Ngang và Tôn Thang vào ngày 7 tháng Tám (âm lịch) để cướp quân, sau đó sẽ xông vào cung ép Anh Tông thoái vị, nhường ngôi cho thái tử Kiến Thâm, xưng Thái thượng hoàng như trước. Tuy phần lớn quân sĩ theo phe Tào Khâm gốc gác là người Mông Cổ, tuy nhiên vẫn chưa có bằng chứng cụ thể cho thấy việc quân Mông Cổ gây hấn có phải là để hỗ trợ cho cuộc binh biến hay không.
Đêm 6 tháng Tám (âm lịch), Tào Khâm mở tiệc rượu thết đãi quân sĩ để chuẩn bị khởi sự, hai quân sĩ Mông Cổ vì sợ thất bại nên đem việc đến báo với các trưởng quan là Ngô Cẩn và Ngô Tông. Đó là vào giờ Tí ngày hôm sau, Ngô Cẩn báo việc cho Tôn Thang biết, Tôn Thang đến phía tây thành nhờ gửi thư vào trong cung, báo cho Anh Tông. Nhận được tin báo, Anh Tông lập tức cho bắt giam Tào Cát Tường, phong tỏa bốn cổng của Tử Cấm Thành cùng chín cửa ngõ của Bắc Kinh.
Tào Khâm nghi ngờ việc bị phát giác, đến giờ Dần thì dẫn quân đến xem tình hình các cửa thành, thấy cửa phía Đông bị đóng, thì biết chắc là âm mưu đã bị tiết lộ. Tào Khâm một mặt cho người đi bắt Mã Ngang, Tôn Thang; mặt khác tìm đến nhà chỉ huy Cấm quân Lục Cảo, người đang tiến hành điều tra những việc làm của Tào Cát Tường và Tào Khâm, rồi giết chết ông ta, cắt lấy đầu đem đến nhà Lý Hiền, nói rằng Lục Cảo bức ép mình phải làm thế chứ không phải có ý nổi loạn, buộc Lý Hiền viết tấu sớ dâng lên nói rằng mình chỉ có ý trừ Lục Cảo, không muốn làm tổn hại tới vua và xin được xá tội. Quân của Khâm còn bắt giam Thượng thư bộ Hộ Vương Cao, buộc ông ta cũng phải viết tấu với nội dung tương tự. Khi Lý, Vương bị đưa đến trước cổng thành mà cửa thành vẫn đóng chặt, Tào Khâm muốn giết 2 người; nhưng Thị lang bộ Hộ là Vạn Kì can ngăn, nên thôi.

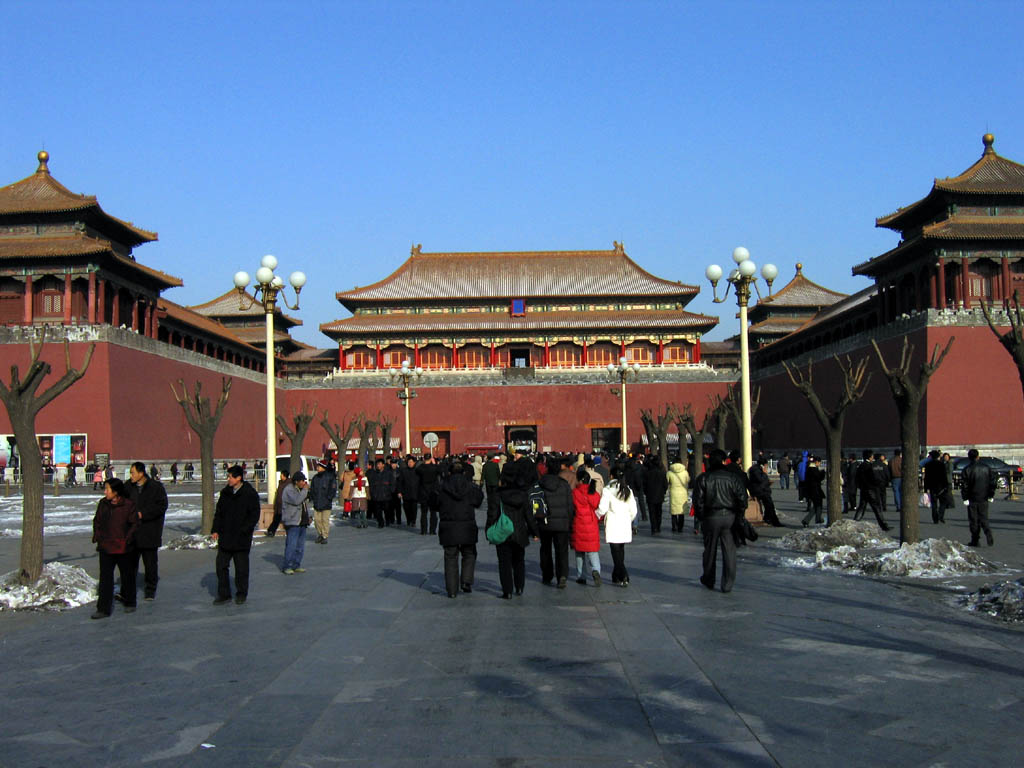
Hình ảnh Ngọ Môn, một trong các cổng của Tử Cấm Thành. Những khối đá lớn được rải dưới nền đất có thể từng được sử dụng để đóng chặt cổng thành trước sự tiến công của quân phản loạn.

## Binh biến và tàn cuộc

Bản đồ thành Bắc Kinh.

Tào Khâm xua quân tấn công hai cửa Đông, Tây không được, bèn dùng lửa mà đốt, nhưng bỗng dưng trời đổ mưa to, đám lửa bị dập tắt hết. Quân giữ cổng 5.610 người cố sức giữ thành, về sau đều được ban thưởng hậu hĩnh.
Quân triều phản công, Lý Hiền và Vương Cao thừa cơ hội bỏ trốn, nhưng Đô ngự sử Khấu Thâm cùng Ngô Cẩn bị phản quân giết chết. Khấu Thâm trước khi chết còn mắng chửi cha con họ Tào một cách thậm tệ.
Tôn Thang lĩnh quân giao chiến với Tào Khâm ở cổng Đông Hoa, Mã Ngang dẫn quân tập kích phía sau. Tào Khâm bèn lui về lập trại ở cổng Đông An. Đến giữa trưa, quân triều giết hai em của Tào Khâm là Tào Huyễn, Tào Tuyền, chém Tào Khâm bị thương ở cả hai cánh tay; giành lại được phía đông bắc cửa Đông; lại dùng đến hỏa pháo để chống lại phản quân. Tào Khâm tìm đường chạy qua cổng Triều Dương để mong thoát khỏi thành Bắc Kinh, cũng bị đuổi theo sát gót; em Khâm là Tào Đạc cũng bị giết.
Tào Khâm chạy lòng vòng qua các cổng An Định và Đông Trực ở phía bắc thành rồi lại trở lại cổng Triều Dương, tất cả các cổng đều đóng chặt. Khâm bèn lui về cố thủ tại phủ đệ ở Bắc Kinh. Tôn Thang cùng Tôn Kế Tông đem quân xông vào nhà, Tào Khâm bèn nhảy xuống giếng tự sát. Quân triều vớt xác Khâm lên, sau đó chặt ra thành từng khúc.
Được sự cho phép của Thượng thư Lý Hiền, quân triều đình tha hồ vơ vét hết tài sản trong nhà Tào Khâm. Lý Hiền còn hạ lệnh nói quân sĩ nào bắt được gian đảng mà kẻ gian đảng đó đang giữ chức vụ gì, thì sẽ lập tức cho lên thay chức ấy. Ngày 22 tháng Tám (âl) năm 1461, tất cả những người theo Tào Khâm làm binh biến đều bị chặt đầu..
Ngày 8 tháng 8, Tào Cát Tường bị xử phanh thây ở Ngọ Môn dưới sự chứng kiến của tất cả các quan từ Thượng thư trở lên. Di thể của anh em Tào Khâm vẫn bị chưng ở đó thêm mấy ngày rồi mới ném đi. Cha vợ của Khâm từ khi Khâm đắc thế đã không qua lại với hắn nữa; nên được tha tội.
Một số ít những đồng mưu của Tào Khâm nhưng không tham gia vào vụ binh biến được miễn tội chết, đày ra Lĩnh Nam. Ngoài ra theo đề nghị của Lý Hiền, Anh Tông không xét hỏi đến những người bị bức ép theo phe phản nghịch. Những người tham gia đánh dẹp đều được ban thưởng hậu hĩ, Trần Cối được lập làm Quan trấn thủ Thiên Tân, Mã Ngang làm Thái phó của thái tử. Ngày 9 tháng 8, tướng người Mông là Ngô Tông được phong làm Đô đốc Tả quân, tăng lương thêm 22 lạng bạc, 200 thạch lương. Những tướng sĩ chết trận đều được khắc tên lên bảng vàng của triều đình. Ngoài ra Anh Tông còn lại lệnh tạm đình chỉ thu thuế ở trong thành, để ổn định lại tình hình. Các đại thần và vương gia được cử đi tuần tra khắp nơi trong kinh đô để phòng dư đảng của họ Tào còn sót lại. Những kẻ cơ hội lợi dụng điều này, tìm đến những nhà có thù oán với mình, vu cho là quân phản loạn rồi phóng hỏa đốt nhà, giết người, hay tịch thu gia sản của người dân. Có người đem việc đó tố cáo lên, Anh Tông hạ lệnh bắt bọn cướp phá gông cổ thị chúng giống như kẻ tội phạm. Vì thành phần chính tham gia quân nổi dậy là người Mông Cổ, nên các tướng Mông cảm thấy không yên. Ngày 9 tháng 8, nhà vua xuống chiếu trấn an bọn họ. Từ sau vụ việc này, kinh thành Bắc Kinh của nhà Minh không còn bị đe dọa thêm lần nào nữa, cho đến tận khi quân khởi nghĩa Lý Tự Thành tiến chiếm Bắc Kinh năm 1644.

## Nhận định
Thạch Hanh và Tào Cát Tường nắm quyền từ năm 1457 đến năm 1461, chấm dứt với sự kiện binh biến ngày 7 tháng 8. Sau đó, chính trường nhà Minh dần trở lại ổn định, hoàng đế có thể nắm lại thực quyền.
Minh sử và Minh thực lục không ghi chép nhiều về các sự kiện này. Cuộc nổi dậy của Tào, Thạch được đề cập rõ trong Hồng du lục (1573) của Cao Đại, Quốc triều Hiến trung lục (1594 - 1616) của Tiêu Hoằng, Hoàng Minh Túc hoàng ngoại sử (1632),... Lý Hiền còn nhắc về Tào Cát Tường trong Tào Cát Tường chi biến, tác phẩm được dẫn lại trong Minh đại kinh tế văn lục tam chúng của Hoàng Huân (1551).
Sử gia hiện đại Mạnh Sâm, người có những công trình biên soạn, nghiên cứu và đánh giá về lịch sử thời Minh - Thanh cho rằng Minh Anh Tông là hôn quân, bất tài, trước trọng dụng Vương Chấn làm triều đình điên đảo, tham công để lọt vào tay Ngõa Lạt khiến quốc thể bị mất mặt; sau khi phục vị lại để cho Tào, Thạch lấn quyền thao túng. Nhà sử học Okuyama Norio viết một bài luận vào năm 1977 cho rằng cuộc đảo chính năm 1461 của Tào Thạch như một sự kiện trong chuỗi tranh giành quyền lợi của giữa văn quan và nội quan dưới triều Minh.